# Julius Lothar Meyer
Julius Lothar (od roku 1892: von) Meyer (19. srpna 1830 Varel – 11. dubna 1895 Tübingen) byl německý lékař a přírodovědec
Roku 1862 vytvořil jako první na světě periodickou tabulku chemických prvků. Byla však neúplná (obsahovala 28 prvků rozdělených do šesti skupin podle jejich valence), doplnil ji až po zveřejnění úplnější verze Dmitrije Mendělejeva roku 1869, tomu je proto objev přičítán. Roku 1876 se stal prvním profesorem chemie na univerzitě v Tübingenu.